# Omiodes sauterialis
Omiodes sauterialis is een vlinder uit de familie van de grasmotten (Crambidae), uit de onderfamilie van de Spilomelinae. De wetenschappelijke naam van deze soort is voor het eerst voorgesteld als Hedylepta sauterialis door Embrik Strand in een publicatie uit 1918.
De soort komt voor in Taiwan.